# 차여울
차여울(1988년 ~)은 대한민국의 가수다. 2009년 MBC 드라마 내조의 여왕 OST - '사랑이야'로 데뷔했다.

## 학력
- 연세대학교 작곡과 학사

## 방송
- 스타 오디션 위대한 탄생 1 (2010) - Top62
- 스타 오디션 위대한 탄생 2 (2011) - Top34

## 공연
- 모비딕 (2012)
- 뮤지컬 이야기쇼 이석준과 함께 10주년 (2014)